# Shangchuan Dao
Shangchuan Dao (chinesisch 上川島 / 上川岛, Pinyin Shàngchuāndǎo, auch St. Johns-Insel, Sancian oder Shangchuan genannt; von port. São João – „St. Johannes“) ist eine chinesische Insel im Südchinesischen Meer.
Shangchuan Dao liegt 14 km südlich der Küste des chinesischen Festlands und gehört zur Provinz Guangdong. Ihre Größe beträgt 137,3 km², ihre Küstenlänge 217 km. Seit der letzten Eiszeit ist die Insel vom Festland getrennt. Westlich von Shangchuan Dao liegt die kleinere Insel Xiachuan Dao (下川岛). Ihre Einwohnerzahl beträgt ungefähr 16.000.

## Geschichte
Die Insel war einer der ersten Stützpunkte der Portugiesen vor der Küste Chinas im 16. Jahrhundert. Sie wurde 1557, im Zuge der Besetzung Macaus, aufgegeben.
Der Jesuit Franz Xaver, der erste jesuitische Asienmissionar, starb hier am 2. Dezember 1552 auf dem Weg nach Kanton. Auf der Insel trägt eine Kirche inmitten eines Gedächtnisparks seinen Namen. Sie ist eine katholische Wallfahrtsstätte. Der Leichnam Franz Xavers wurde 1637 in die Basílica do Bom Jesus in Alt-Goa übertragen.

## Administration
Administrativ bilden Shangchuan Dao, Xiachuan Dao und elf kleinere Inselchen als Chuandao Zhen (chinesisch 川島鎮 / 川岛镇, Pinyin Chuāndǎo Zhèn) eine der 16 Großgemeinden der kreisfreien Stadt Taishan, die zum Verwaltungsgebiet der bezirksfreien Stadt Jiangmen gehört. Die Großgemeinde hat eine Gesamtfläche von 156,7 km². Auf Shanchuan Dao befinden sich die Dörfer Dalangwan und Shadi (沙堤).